# Motorola 6847
El MC6847 és un generador de vídeo (Video Display Generator o VDG), introduït per Motorola i utilitzat en el TRS-80 Color Computer, Matra Alice, Dragon 32/64, Laser 200 i Acorn Atom, entre d'altres. És un generador de vídeo relativament simple comparat amb altres xips de vídeo del seu temps. És capaç de visualitzar text i gràfics en una matriu de 256 per 192 píxels, i una paleta de 9 colors: negre, verd, groc, blau, vermell, «gairebé-però-no-completament» blanc, cian, magenta i taronja. La baixa resolució és deguda a la necessitat d'usar televisors com monitors. Fer la pantalla més ampla hagués estat arriscar a perdre caràcters per overscan. Comprimir més punts en la finestra de pantalla podria excedir fàcilment la resolució del televisor i quedar inútil. És semblant en la seva funció als EF9345 i MC6845.

## Modes de vídeo
| Mode                  | Resolució | Colors    | Bytes |
| --------------------- | --------- | --------- | ----- |
| Alphanumeric Internal | 32 x 16   | 1 + Negre | 512   |
| Alphanumeric External | 32 x 16   | 1 + Negre | 512   |
| Semigraphics 4        | 64 x 32   | 8 + Negre | 512   |
| Semigraphics 6        | 64 x 48   | 4 + Negre | 512   |
| Color Graphics 1      | 64 x 64   | 4         | 1024  |
| Resolution Graphics 1 | 128 x 64  | 1 + Negre | 1024  |
| Color Graphics 2      | 128 x 64  | 4         | 2048  |
| Resolution Graphics 2 | 128 x 96  | 1 + Negre | 1536  |
| Color Graphics 3      | 128 x 96  | 4         | 3072  |
| Resolution Graphics 3 | 128 x 192 | 1 + Negre | 3072  |
| Color Graphics 6      | 128 x 192 | 4         | 6144  |
| Resolution Graphics 6 | 256 x 192 | 1 + Negre | 6144  |